# John Scarlett

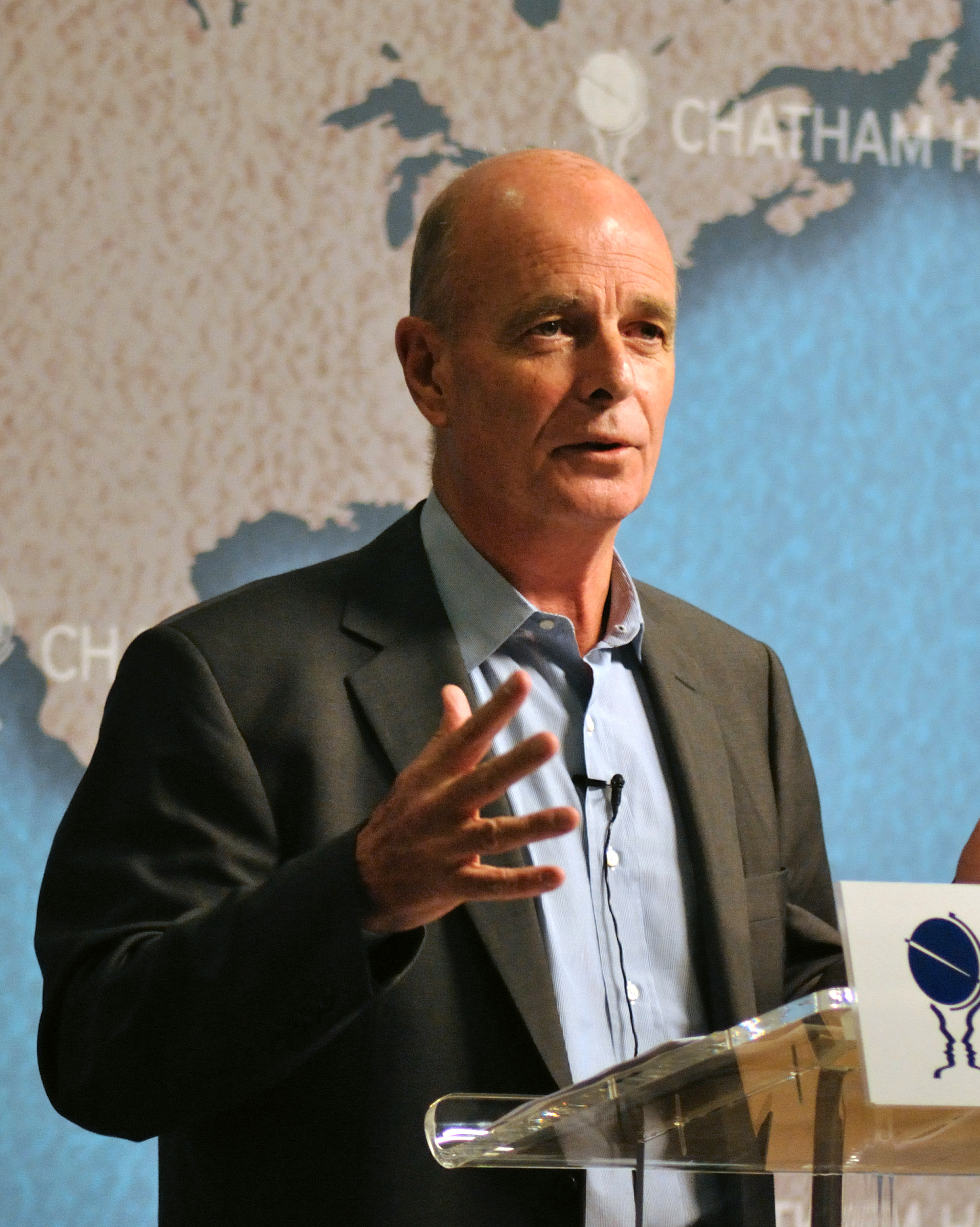
John Scarlett bei einer Veranstaltung von Chatham House

Sir John McLeod Scarlett KCMG OBE (* 18. August 1948) ist ein ehemaliger Leiter des britischen Secret Intelligence Service (SIS/MI6).

## Biografie
Nach dem Besuch des Epsom College in Surrey studierte der Sohn eines Arztes Geschichte am Magdalen College der Universität Oxford und schloss dieses Studium 1971 mit einem Bachelor of Arts (B.A. History) ab.
Im Anschluss trat er in den Geheimdienst MI6 ein und war als Agent des Nachrichtendienstes in Nairobi, Paris und zuletzt in Moskau tätig. Dort war er auch Führungsoffizier des KGB-Oberst Oleg Antonowitsch Gordijewski, dessen Flucht er 1985 organisierte. Damit war Gordijewski der höchstrangige öffentlich bekannte Überläufer des KGB in den Westen. 1994 erfolgte deswegen die Ausweisung von Scarlett und seiner Familie aus der Sowjetunion.
Zwischen 2001 und 2004 war er Vorsitzender des Vereinigten Geheimdienstausschusses (Joint Intelligence Committee). Dabei war er durch die Gerichtsverhandlung zur Untersuchung der Todesumstände des 2003 verstorbenen Mikrobiologen David Kelly in den Medien sehr präsent.
Insbesondere wurde er jedoch in dieser Funktion durch den Bericht über die Massenvernichtungswaffen des Irak (Iraq WMD Dossier) zum Irakkrieg bekannt. Dabei änderte er auf Nachfrage von Premierminister Tony Blair die ursprüngliche Textversion von „Das irakische Militär ist möglicherweise in der Lage chemische oder biologische Waffen innerhalb von 45 Minuten einzusetzen“ ab in die Version „Das irakische Militär ist in der Lage chemische oder biologische Waffen innerhalb von 45 Minuten einzusetzen nach einer Entscheidung dies zu tun.“ Als er später von der Hutton-Kommission gefragt wurde diese Sprachregelung zu rechtfertigen, führte Scarlett aus: „Dies war ein Bericht einer einzelnen Quelle. Es handelte sich um eine anerkannte und zuverlässige Berichtsquelle. Es wurde ein leitender irakischer Militäroffizier zitiert, der sich in einer Position befand, um diese Information zu kennen.“
2004 wurde er schließlich selbst Leiter des Secret Intelligence Service und hatte diese Funktion bis 2009 inne. 2007 wurde er zum Knight Commander des Order of St. Michael and St. George ernannt und führt seitdem den Namenszusatz „Sir“.
Im Januar 2010 wurde er Senior Associate Fellow des Royal United Services Institute (RUSI).
In einem Interview im September 2010 lehnte er das Schreiben von Memoiren ab „aus Angst Freunde zu verlieren“.